# Proton Mail
Proton Mail (v minulosti psáno ProtonMail) je internetová služba poskytující e-mailové služby s koncovým šifrováním pomocí standardu OpenPGP i v rámci webového rozhraní, čímž se odlišuje od nejznámějších poskytovatelů jako je Gmail a Outlook.com. Kromě webového rozhraní jsou dostupné i speciální přístupové aplikace pro operační systémy iOS a Android.
Projekt založila skupina vědců z Evropské organizace pro jaderný výzkum (CERNu). První verze byla zveřejněna v květnu 2014, ale do března 2016 bylo možné založit si účet jen na základě pozvánky.
V červenci 2024 se Proton změnil na neziskovou nadaci podle švýcarského práva, což má zvýšit její bezpečnost a schopnost podporovat ochranu svobodného a otevřeného internetu v nedemokratických zemích. Služba bude odvádět nadaci 1 % čistých příjmů.
Od počátku roku 2017 je služba dostupná také na pseudodoméně .onion v síti Tor na adresách:
- verze 2 protonirockerxow.onion,[3][pozn. 1]
- verze 3 protonmailrmez3lotccipshtkleegetolb73fuirgj7r4o4vfu7ozyd.onion.[4]

Od listopadu 2017 se součástí služby stal i šifrovaný adresář kontaktů.
Hlavní sídlo společnosti Proton AG je v Ženevě ve Švýcarsku, dále má pobočky v San Franciscu ve Spojených státech amerických, ve Francii, Makedonii a Litvě. Od roku 2017 má jedno ze svých vývojových center v Praze.  Samotné servery služby jsou umístěny ve Švýcarsku, tedy mimo jurisdikci jak Evropské unie, tak Spojených států amerických.
ProtonMail nabízí bezpečný, ale nikoli zcela anonymní e-mail. Na vyžádání úřadů poskytne IP adresu uživatele, nikoli ale obsah jeho zpráv. Proto je pro zachování soukromí nutno používat ProtonMail pouze přes TOR browser, nejlépe s VPN.
Kromě služby Proton Mail vyvíjí firma i produkty Proton VPN, Proton Calendar, Proton Drive a Proton Pass.
Za služby ProtonMailu je možné platit bitcoiny.